# Androcymbium vanjaarsveldii
Androcymbium vanjaarsveldii är en tidlöseväxtart som beskrevs av U.Müll.-doblies och Al. Androcymbium vanjaarsveldii ingår i släktet Androcymbium och familjen tidlöseväxter. Inga underarter finns listade i Catalogue of Life.